# Церква саєнтології
Церква саєнтології (англ. Church of Scientology) — організація, яка практикує і поширює саєнтологію. Головний офіс розташовано на «Золотій базі» у Сан-Хасінто у повіті Ріверсайд на сході Великого Лос-Анжелеса.
Міжнародна церква саєнтології знаходиться на самому верху структури організації і несе відповідальність за загальне духовне керівництво і поширення саєнтології . Кожна Церква саєнтології зареєстрована як незалежна корпорація і має свою власну раду директорів і керівників, відповідальних за діяльність і добробут окремо взятої організації: як корпоративну, так і духовну .
Церква саєнтології була заснована Роном Габбардом 18 лютого 1954 року в Лос-Анджелесі. Має 13 тисяч співробітників в 107 країнах.
У багатьох країнах Європи Церкву саєнтології відносять до секти і комерційної організації. У Німеччині Церкву саєнтології відносять до психокульту і секти, в Іспанії та Франції — до релігійних сект, у Греції — до тоталітарних організацій (діяльність її в цій країні заборонена), у Великій Британії — до комерційних організацій. 

## Походження терміна
«Саєнтологія» є похідним від латинського слова scio (знання) і грецького слова logos (слово; вчення). Також, саєнтологія визначається як «вивчення духу і робота з ним в його взаєминах з самим собою, всесвітами і життям».

## Галерея

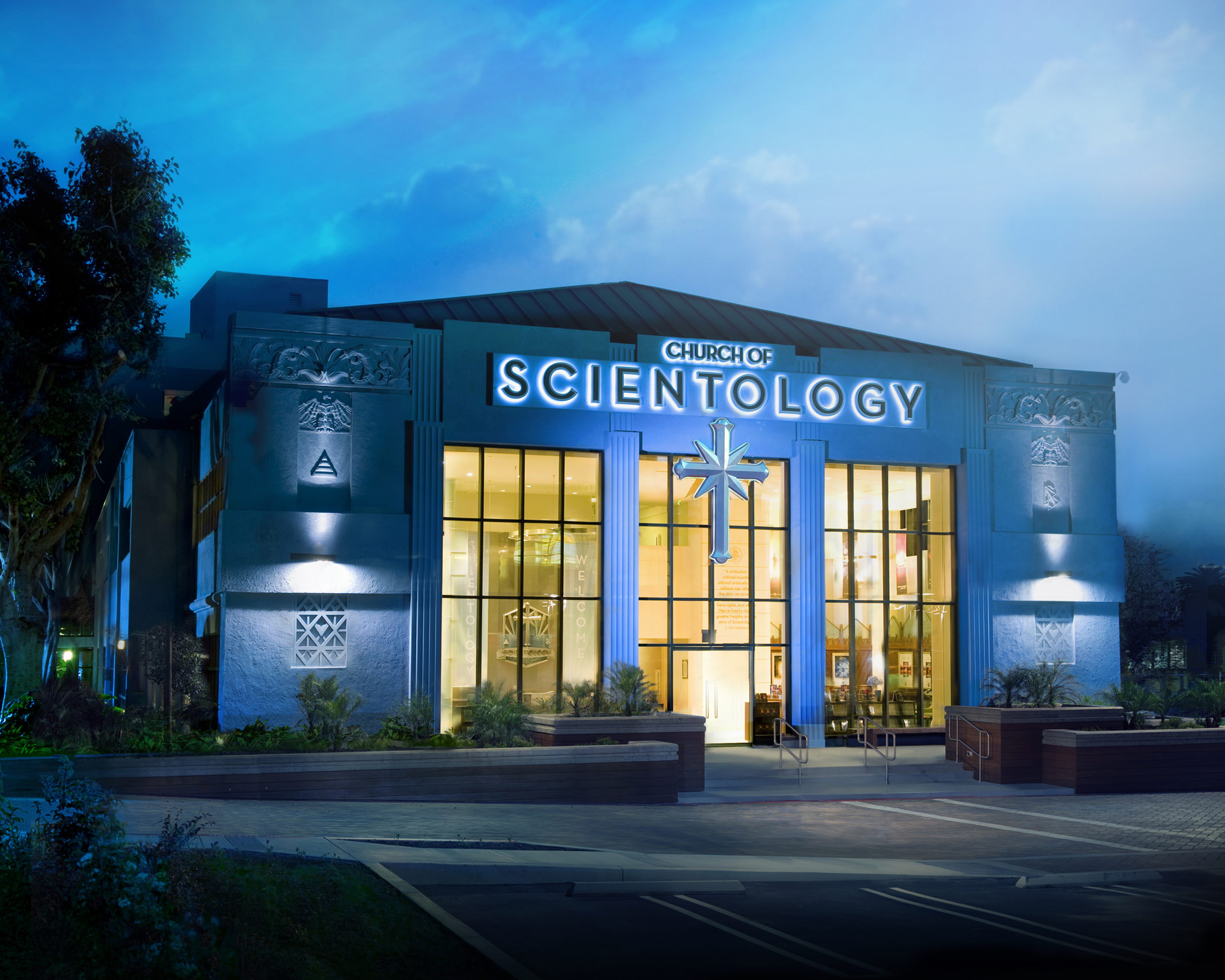
Церква саєнтології у місті Лос-Анджелес
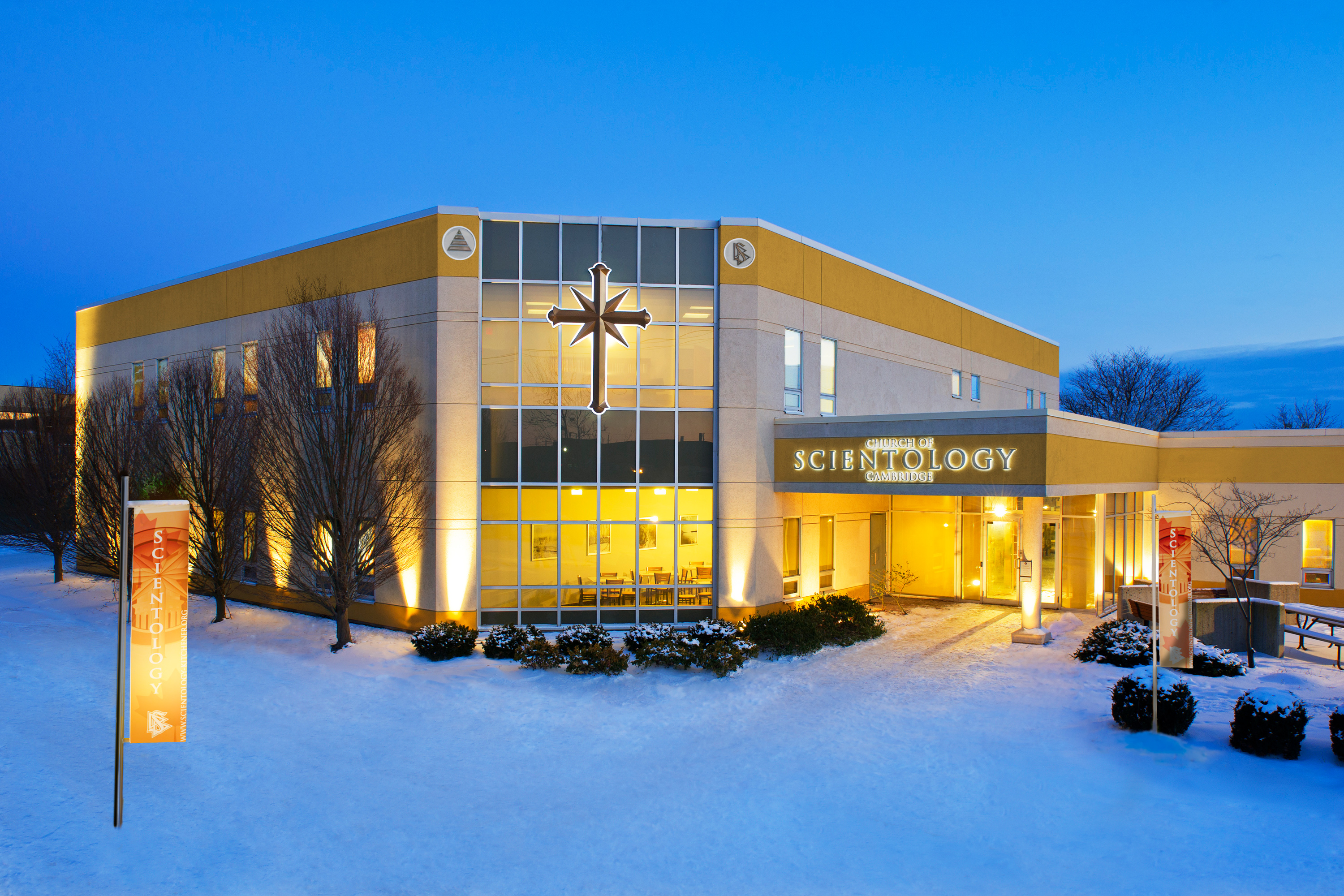
Церква саєнтології у місті Кембридж, Канада
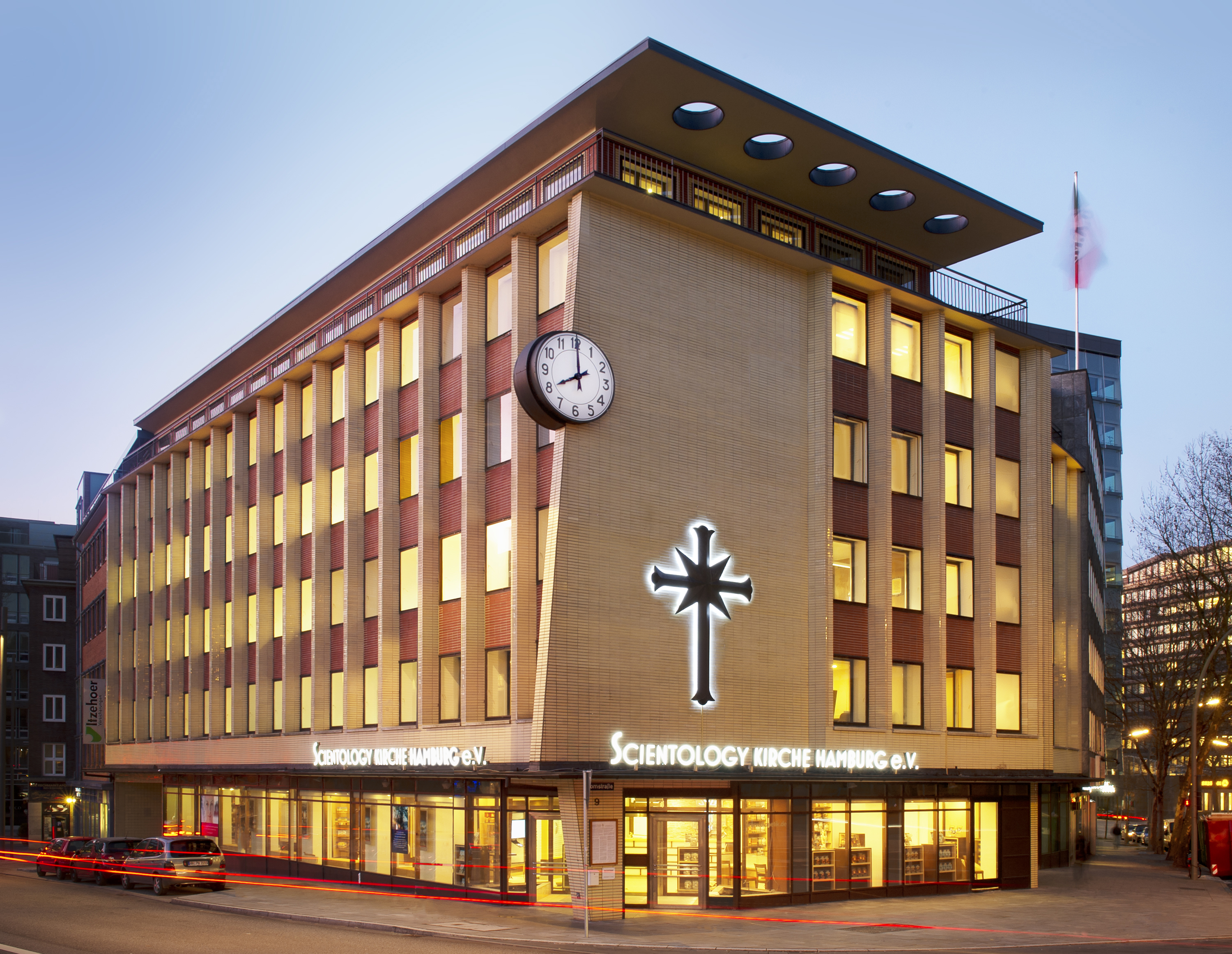
Церква саєнтології у місті Гамбург, Німеччина